# بيتر منساه
بيتر منساه (بالإنجليزية: Peter Mensah)‏ هو ممثل كندي الجنسية من أصل غاني مواليد 27 أغسطس 1959 في أكرا، غانا، تربى في هيرتفوردشاير، انجلترا، حيث كان يعمل والده كمهندس ووالدته كانت كاتبة، انتقل بعد ذلك إلى كندا وبدأ مسيرتة الفنية عام 1995. اشتهر لأدواره في فلم دموع الشمس، و 300 والفضاء الميت (لعبة فيديو)، ومؤخرا على سلسلة شبكة ستارز الأصلي، سبارتاكوس: الدم والرمل، سبارتاكوس: آلهة الحلبة، وسبارتاكوس: الانتقام.
تنوعت أدوار بيتر بعد ذلك ما بين المسلسلات والأفلام التلفزيونية وحقق نجاحاً جيداً بعدما شارك في فلم الخيال العلمي الشهير أفاتار.

## مهنة التمثيل
بدأ بيتر مشواره الفني كممثل عام 1995 من خلال المسلسل التلفزيوني نانسي درو، وتشمل قائمة على أفلام رائدة مثل: أفاتار، و 300 ، هيدالغو، دموع الشمس وجايسون أكس، هارفارد مان، وهولك الخارق.
كما أنه من بطولته الفيلم القصير البذرة، إنتاج وإخراج لينكين بارك ودي جي جو هان. ولقد قدم ظهوره على التلفزيون أيضاً في ستار تريك: بعنوان المؤسسة لأول موسمين، ومسلسل بقايا صياد والفتاة نيكيتا ومؤخراً في سلسلة سبارتاكوس الذي عُرض على شبكة ستارز في دور أوناميوس، الذي كان يمارس الفنون القتالية منذ سن 6 سنوات. وكان له دور متكرر في الموسم الخامس من مسلسل ترو بلاد.
وقد أدى مؤخراً شخصية وصوت (الرقيب. زاك هاموند) في لعبة الفيديو الفضاء الميت.

## الأعمال

### الأفلام
- هيدالغو
- 300
- هولك الخارق
- أفاتار
- 300: نهوض إمبراطورية
- المبيد: سجلات سارا كونورز
- هارفارد مان
- جايسون أكس
- سايفر
- دموع الشمس
- البذرة

### المسلسلات
- ترو بلاد
- ترانسفورمرز: برايم
- سبارتاكوس: الدم والرمل
- سبارتاكوس: الانتقام
- سبارتاكوس: آلهة الحلبة
- سبارتاكوس: حرب الملعونين
- بقايا صياد

## روابط خارجية
- بيتر منساه على موقع IMDb (الإنجليزية)
- بيتر منساه على موقع ألو سيني (الفرنسية)
- بيتر منساه على موقع أول موفي (الإنجليزية)
- بيتر منساه على موقع قاعدة بيانات الأفلام السويدية (السويدية)
- بيتر منساه على موقع قاعدة بيانات الفيلم (الإنجليزية)
- بيتر منساه على موقع كينوبويسك (الروسية)